# Leichtathletik-Weltmeisterschaften 2009/Teilnehmer (Vereinigte Arabische Emirate)
| Gelbes Symbol für Goldmedaillen mit stilisierten Olympischen Ringen | Graues Symbol für Silbermedaillen mit stilisierten Olympischen Ringen | Braundes Symbol für Bronzemedaillen mit stilisierten Olympischen Ringen |
| ------------------------------------------------------------------- | --------------------------------------------------------------------- | ----------------------------------------------------------------------- |
| —                                                                   | —                                                                     | —                                                                       |

Der Leichtathletik-Verband der Vereinigten Arabischen Emirate stellte zwei Athleten bei den Leichtathletik-Weltmeisterschaften 2009 in Berlin.

## Ergebnisse

### Männer

#### Laufdisziplinen
| Athlet              | Disziplin    | Vorlauf | Vorlauf | Viertelfinale | Viertelfinale | Halbfinale         | Halbfinale         | Finale             | Finale             |
| Athlet              | Disziplin    | Zeit    | Platz   | Zeit          | Platz         | Zeit               | Platz              | Zeit               | Platz              |
| ------------------- | ------------ | ------- | ------- | ------------- | ------------- | ------------------ | ------------------ | ------------------ | ------------------ |
| Omar Jouma al-Salfa | 200 m        | 20,94 s | 28      | 20,97 s       | 25            | nicht qualifiziert | nicht qualifiziert | nicht qualifiziert | nicht qualifiziert |
| Ali Obaid Shirook   | 400 m Hürden | DNF     | DNF     |               |               | –                  | –                  | –                  | –                  |